# Willibald-Gluck-Gymnasium Neumarkt in der Oberpfalz
Das Willibald-Gluck-Gymnasium (kurz: WGG) ist ein staatliches Gymnasium in Neumarkt in der Oberpfalz, benannt nach dem Oberpfälzer Komponisten Christoph Willibald Gluck. Das Gebäude der 1965 gegründeten Schule wurde  2015 nach Plänen des Pilsacher Architekturbüro Berschneider + Berschneider neu errichtet. Gemessen an den Schülerzahlen ist das WGG mit 1360 Schülern und mehr als 100 hauptamtlichen Lehrern (Schuljahr 2023/24) eines der größten Gymnasien der Oberpfalz und eines der größten in Bayern. Darüber hinaus ist es Seminarschule für Studienreferendare verschiedener Fächer.

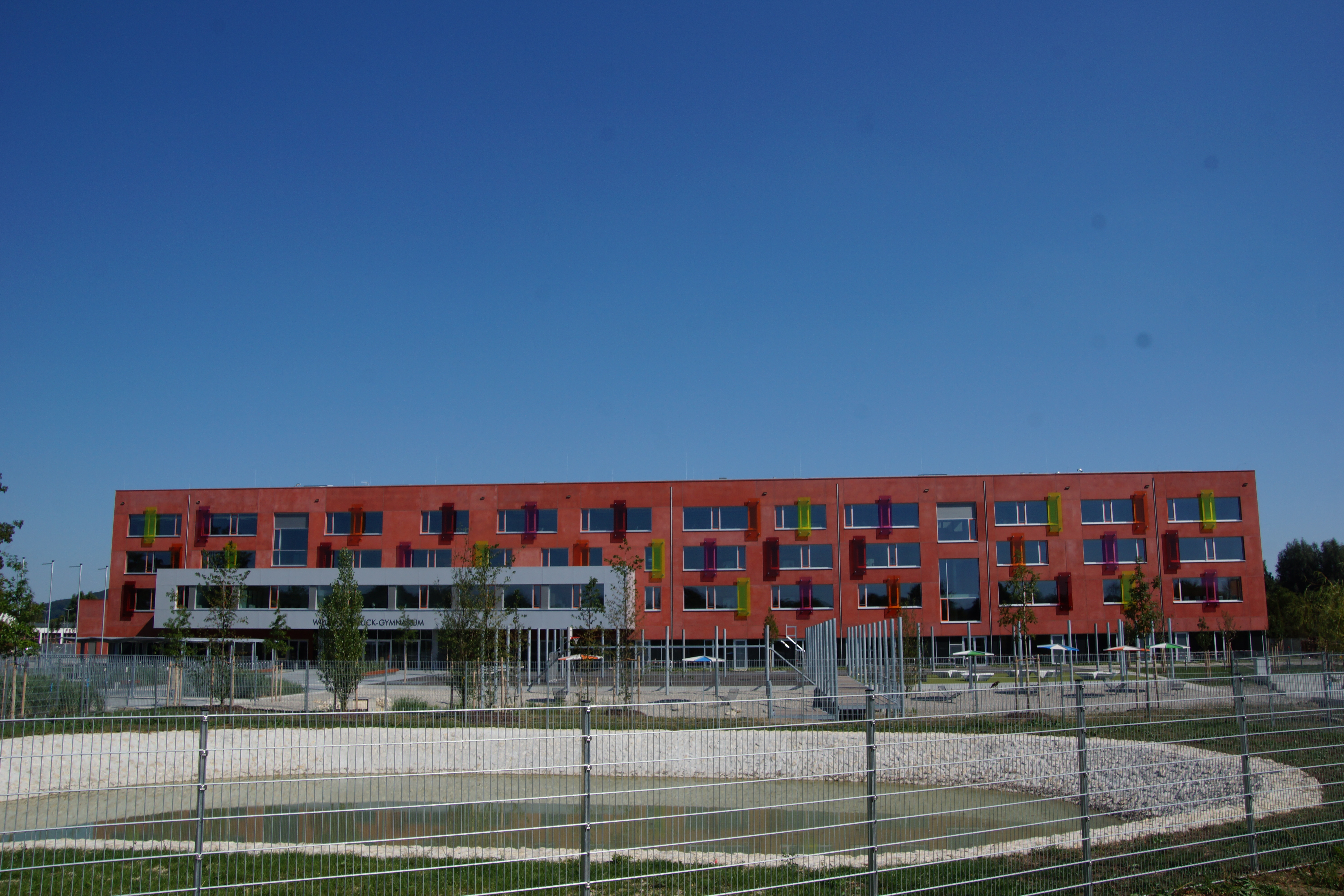
Neubau an der Woffenbacher Straße

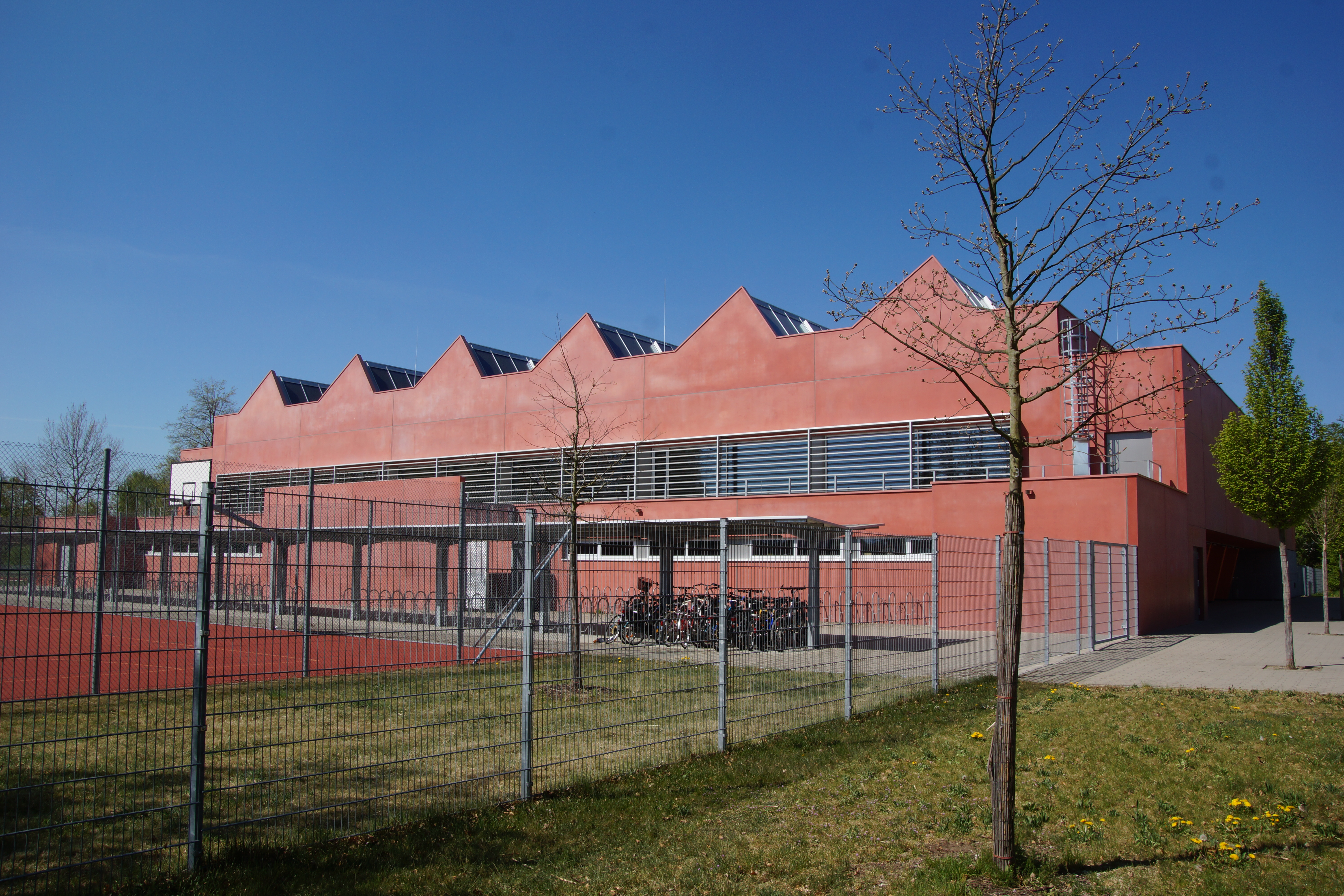
Turnhalle

## Geschichte
Die Schule ging 1965 aus der „Oberrealschule mit Gymnasium“ (Gründung: 1874) hervor, welche sich am heutigen Theo-Betz-Platz befand. An dieser Stelle befindet sich heute das Sonderpädagogische Förderzentrum (SFZ), eine Förderschule für lernbehinderte Kinder.
Als in den 1970er Jahren aufgrund der hohen Schülerzahlen Raumprobleme auftraten, wurde an der Dr.-Grundler-Straße ein Neubau errichtet, der 1977 bezogen wurde.
Aus dem naturwissenschaftlichen Zweig entstand das Willibald-Gluck-Gymnasium, aus dem altsprachlichen Zweig entstand das Ostendorfer-Gymnasium in direkter Nachbarschaft.
Wegen des seit der Gründung andauernden Schülerzuwachses wurde von 1997 bis 1999 ein Anbau errichtet. Im Schuljahr 2006 wurde eine Mensa gebaut, die gemeinsam mit dem Ostendorfer-Gymnasium genutzt wird. Seit dem Schuljahr 2015/2016 findet der Unterricht im Neubau in der Woffenbacher Str. 33 statt. Es wurde ab 2013 nach Plänen von Johannes und Gudrun Berschneider errichtet.

## Schulleben
Das Gymnasium bietet ab der 8. Jahrgangsstufe die Ausbildungsrichtungen naturwissenschaftlich-technologisches Gymnasium (NTG) und wirtschafts- und sozialwissenschaftliches Gymnasium (WSG) an und nahm am Schulversuch Europäisches Gymnasium III teil. Ab der 10. Jahrgangsstufe ist es möglich, eine Fremdsprache abzuwählen und dafür Spanisch zu nehmen.
Es ist eine Seminarschule für die Fächer Deutsch, Englisch, Wirtschaft und Recht, Wirtschaftsinformatik, Geographie, Chemie und Biologie.
Jedes Jahr findet am Donnerstag vor den Weihnachtsferien ein Weihnachtsbasar mit anschließendem Konzert statt. Alle Einnahmen werden für einen gemeinnützigen Zweck gespendet.
Die Schule ist berechtigt, das MINT-EC-Zertifikat an Absolventen zu verleihen. 

## Statistik
Am Ende des Schuljahres 2018/2019 waren 1261 Schüler angemeldet, davon 61,7 % männlich und 38,3 % weiblich. 59,6 % der Schüler waren römisch-katholisch und 23,6 % evangelisch. Die restlichen 16,81 % gehörten einer anderen Konfession oder Religion an oder waren bekenntnislos.
Als zweite Fremdsprache ab der 6. Jahrgangsstufe wurde Französisch von 50,7 % der Schüler gewählt, Latein von 49,3 %. Ab der 10. Jahrgangsstufe wurden 22,5 % in Spanisch als 3. Fremdsprache unterrichtet. Das Wirtschafts- und sozialwissenschaftliche Gymnasium mit wirtschaftlichem Profil hatte 54,7 % der Schüler, das Naturwissenschaftlich-technologische Gymnasium 45,3 %.
Das Gymnasium hat eine überregionale Bedeutung, wie die Verteilung der Heimatorte der Schüler zeigt (nur bei mehr als 30 Schülern):
- Neumarkt: 515
- Berg: 118
- Berngau: 33
- Freystadt: 55
- Postbauer-Heng: 117
- Pyrbaum: 79
- Burgthann: 89
- Deining: 62
- Lauterhofen: 36
- Pilsach: 37
- Sengenthal: 34

## Partnerschulen
Laut Jahresbericht 2007/2008 hat das Gymnasium folgende Partnerschulen:
- Lyceé Murat, Issoire (Frankreich)
- Institution Sévigné, Issoire (Frankreich)
- Collège Verrière, Issoire (Frankreich)
- Ursuline College, Margate (England)
- Hermitage Academy, Helensburgh (Schottland)
- Minerva Centro Studi, Liceo Linguistico e Artistico Leon Battista Alberti, Piombino (Italien)

Außerdem im Rahmen des Comenius-Projekts:
- Than Károly Gimnázium, Szakközépiskola és Szakiskola, Budapest (Ungarn)
- Gimnazjum z Odzialami Anglojezycznymi im W. Kopalinskiego, Bielsko-Biała (Polen)
- Namik Kemal Lisesi, Tekirdağ, Marmara (Türkei)